# کریتارشی
کریتارشی (به انگلیسی: Kritarchy) بنا به دوره زمانی توصیف شده در کتاب داوران، اشاره به حکم قضات کتاب مقدس (به انگلیسی: Biblical judges) (عبری:תקופת השופטים) در اسرائیل دارد. به دلیل آنکه واژه کریتارشی ترکیبی از کلمات یونانی به معنی قاضی و حکم است، استفاده از آن برای پوشش حکم توسط قضات در مفهوم مدرن آن بسط یافته‌است، به عنوان مثال اتحادیه محاکم شریعت اسلامی سومالی، به وسیلهٔ سنت حیر (به انگلیسی: Xeer) توسط قضات اداره می‌شود.